# 英雄本色 (1986年電影)
《英雄本色》（英語：A Better Tomorrow）是1986年上映香港動作犯罪電影，由吴宇森執導、徐克監製。影片講述身為偽鈔集團高層的香港黑社會大哥宋子豪和李馬克被下屬背叛，宋父慘遭殺害，子豪之弟子杰得知來龍去脈後與哥哥反目成仇，彼此的世界出現糾結衝突。電影由狄龙、周润发、張國榮主演，其他演員包括李子雄、朱寶意、曾江等，本片導演和監製亦有客串。
1973年，吳宇森加入嘉禾電影公司，當時他已打算拍攝一部別樹一幟且具一定劇情的英雄類電影，但嘉禾拒絕他的提議，反而要求他拍攝喜劇。另一方面，仍在電視行業打滾的徐克曾經提出兩部計劃書，包括重拍1967年龍剛執導的《英雄本色》，但後來兩者均被擱置。1985年中，吳宇森離開台灣返回香港，當時徐克找到他，並提議由吳執導自己所籌畫的電影《英雄本色》。劇本大綱由吳宇森和徐克一起構思，靈感主要來自龍剛執導的《英雄本色》，也參考了1975年的印度電影《牆》。電影預算500至1,100萬港元，這個成本在當時來說屬於中高水平。
由於吳宇森之前執導的數部電影皆不賣座，《英雄本色》在上映前一直不被看好，製片商新藝城老闆之一的石天甚至一度揚言要把電影底片燒掉。然而，在約兩個月的播映期內，電影意外地獲得3,400多萬港元票房，位居1986年電影首位，其後又在各地上映。影評人大多對本片青睞有加，尤其欣賞電影故事和演員演技，槍戰場面亦帶有美感。影片在第23屆金馬獎和第6屆香港電影金像獎均有斬獲，導演吳宇森憑藉本片聲名大噪，主演之一的狄龍因此片東山再起，另一主演周潤發的人氣則更上一層樓。
隨着時間推移，不少回顧評論皆認可這套作品，甚至稱它打破當時喜劇及詼諧動作片的壟斷地位。此電影的成功催生了大量警察片與黑幫槍戰片，甚至有影評人認為犯罪片在1980年代中期成為香港主流的動作類型電影，很大程度上是本片賣座成功使然。電影亦催生了兩部續集《英雄本色II》（1987年）和《英雄本色III夕陽之歌》（1989年）。2005年起，本片先後入選最佳華語電影一百部、影史百大華語電影、百部不可不看的香港電影名單。

## 劇情
宋子豪（狄龙飾）與李馬克（Mark，周润发飾）是國際偽鈔集團重要人物，彼此情如手足。子豪的弟弟宋子杰（張國榮飾）剛剛考入警察訓練學校，女友鍾柔（朱寶意飾）對他情深一片。一次，宋子豪帶手下譚成（李子雄飾）去台灣與當地黑幫作偽鈔交易，卻遭譚成出賣，子豪最後向台灣警方自首，入獄三年。Mark得悉子豪被捕，孤身一人赴台為子豪報仇，卻不幸中槍成了跛子，從此在幫會地位一落千丈。與此同時，台灣黑幫唯恐子豪在獄中向警方泄密，派人至香港綁架宋父，混戰中老父喪命。宋子杰得知兄長所作所為，老父亦因他而死，遂對他及黑社會恨之入骨，發誓要剷除惡徒。
三年後，宋子豪出獄回到香港，決心棄暗投明、重新做人，從事的士司機，但得不到子杰的諒解。鍾柔出面調解兄弟關係，不想子杰無法走出子豪害死父親的陰影，反而令子杰加深對兄長的怨恨。生活潦倒的Mark一心等待子豪回港重奪江山，卻遭子豪拒絕。另一方面，當年出賣宋子豪的譚成現已成為黑社會老大，作賊心虛的他要求宋子豪合作，遭到拒絕，後來決定除去宋子豪和Mark兩人。宋子豪忍無可忍，聯合Mark盜取譚成製造偽鈔的電腦磁帶，隨即交給宋子杰，又同時佯稱以磁帶與譚成做交易，計劃在交易時把他活捉。早有準備的譚成未有上當，雙方在碼頭展開槍戰，宋子杰後來亦加入戰團。槍戰中，Mark遭譚成暗算而中彈身亡，宋子豪為了不連累弟弟，決定自己開槍擊斃譚成，並從子杰腰間取出手銬戴上，兄弟兩人冰釋前嫌，雙雙走向早已包圍此地的警察。

## 演員
- 狄龙飾演宋子豪，以印刷偽鈔為生的香港黑社會老大
- 周润发飾演李馬克（小馬哥），香港黑社會大哥，亦是宋子豪的兄弟戰友
- 張國榮飾演宋子杰，香港警察，宋子豪之弟
- 李子雄飾演譚成，宋子豪和李馬克的手下
- 朱寶意飾演鍾柔，宋子杰的女友
- 曾江飾演堅叔，的士公司老闆
- 田豐飾演宋景文，宋子豪和宋子杰之父
- 石燕子飾演姚先生，偽鈔集團主腦
- 良鳴飾演明叔，偽鈔集團技師
- 成奎安飾演譚成手下
- 王俠飾演老汪，台灣黑社會叔父
- 陳志輝飾演小汪，老汪的姪子，出賣宋子豪

另外，本片導演吴宇森和監製徐克分別客串台灣警長和音樂學院評判。

## 製作

### 籌拍與改編
1973年，吴宇森加入嘉禾電影公司，當時他已有野心拍攝一部別樹一幟且具一定劇情的英雄類電影，奈何嘉禾不接受這種正統題材戲，要求吳拍攝喜劇。1983年，吳宇森在嘉禾的批淮下，拍攝他首部動作電影《英雄無涙》。但由於劇組使用真槍實彈拍攝，劇中一名演員因而中彈受傷，最終嘉禾把吳和此片一同雪藏。吳宇森離開嘉禾後轉投新藝城，卻被公司指為守舊，甚至被派遣至台灣負責行政工作。期間，吳宇森執導了《笑匠》和《兩隻老虎》，但均遇滑鐵盧。吳宇森在台灣工作時曾拜訪徐克，兩人討論了1967年龍剛執導的黑白電影《英雄本色》，甚至翻拍的可能性。徐克在電視行業打滾期間，曾提出兩部計劃書，一是重拍《英雄本色》，另一則是重拍《倩女幽魂》，但後來兩者均被擱置。後來，徐克眼見黑幫電影和動作電影在香港越來越受歡迎，當中《最佳拍檔》（1982年）以高科技武器和精心編排的動作場面作招徠而穩佔票房首位，《省港旗兵》（1984年）則奪得多項金像獎，於是萌生製作同類型電影的想法。龍剛是其中一位徐克甚為喜歡的1960年代導演，而他執導的《英雄本色》更十分吸引徐，徐甚至向新藝城提出不製作喜劇、改為拍攝一些更具劇情的電影，但遭管理層反對。後來徐克回到香港，開始思考改變喜劇壟斷香港電影市場、尋找電影的其他出路、甚至推動整個行業發展的可能性。1985年中期，適逢吳宇森因未能履行導演合同而返港，於是徐克向他提供機會，執導由自己所籌畫的電影《英雄本色》。
電影劇本大綱由吳宇森和徐克一起構思，靈感主要來自龍剛執導的《英雄本色》，也參考了1975年的宝莱坞電影《牆》。但是，徐克認為可以加入適量現代元素，以迎合當代人的口味。原本徐克打算把故事改為描述關於三位女性角色的友誼，但吳宇森反對，並堅持劇本須圍繞男性主角來構建，最終迫使徐克放棄自己的立場。在設計劇本時，徐克向吳宇森提供很多靈感，又建議他把個人的真實情感放在電影裏。吳宇森接受訪問時也表示，由於擔任導演的機會難得，因此他把當時在電影公司感受到的委屈、多年來朋友的支持以及個人信念都融入電影內，化作對白。另一方面，吳宇森感到香港文化正被現代化所破壞，因此他打算在電影中展示「我們早已失去且必須帶回來的東西」。吳宇森又指法國導演讓-皮埃爾·梅爾維爾的《獨行殺手》及其他犯罪電影也為他提供了不少創作靈感。

### 選角
電影故事以兄弟情為主軸，吳宇森、徐克以及電影工作室另一合伙人施南生須物色兩位男性演員，徐克更表示希望每個角色都具真實感。他們三人隨即提議狄龍和張國榮擔任男主角，認為這兩位演員在當時具備號召力，可吸引片商投資。狄龍曾在邵氏兄弟拍攝多部武俠電影，不少更是由傳奇導演張徹執導，成為著名影星。然而，狄龍在1980年代陷入事業低谷，最終離開合作多年的邵氏。吳宇森在邵氏擔任副導演期間曾與狄龍合作，於是他親自邀請狄參與演出，最終成功說服後者飾演宋子豪一角。在遴選宋子杰一角時，徐克播放了1980年由粵語歌手張國榮和陳百強演出的電影《喝采》。吳宇森指張國榮在該片中演出自然，流露的表情和感覺也與戲中宋子杰吻合，認為他的「叛逆味道」十分適合此角，加上徐克十分欣賞他，故決定邀請他演出。張國榮在看過劇本後發現角色雖然不討好，但故事十分精彩，又能與狄龍等演員合作，因此同意接演。
配角李馬克的原型來自1967年龍剛版《英雄本色》內的女律師。初時徐克希望邀請杨紫琼扮演此角色，但礙於吳宇森反對，最後決定安排男性演員出演。新藝城起初打算由當紅演員林子祥飾演此角，奈何他當時已轉投德寶電影公司，加上檔期問題，終被婉拒。後來，新藝城決定起用自家新人鄭浩南，除了特地為他重新塑造角色外，更把該角命名為Mark哥（因鄭的英文名是Mark）。吳宇森雖然認為鄭浩南欠缺角色的幽默，但仍然同意由鄭接演，可惜最後鄭為了演出徐克執導的《刀馬旦》而婉拒。最後，施南生提議起用周潤發。當時的周潤發已在電視業界打響名堂，之後他進軍電影業，並在1981年接拍由許鞍華執導的《胡越的故事》，但後來他接拍的電影口碑參差不齊，結果背負「票房毒藥」的惡名。吳宇森和徐克均認為周潤發是飾演李馬克的最佳人選。吳宇森曾經在雜誌上閱覽有關周潤發參與慈善工作援助孤兒的文章，又觀看了他在《胡越的故事》內的表現，覺得他有高倉健和阿兰·德龙的氣質，充滿正義感，與李馬克的「現代騎士」設定吻合。與新藝城多番交涉後，吳宇森成功說服公司改用周潤發出演。周潤發看畢劇本後很喜歡，尤其看到「我衰咗三年（我倒霉了三年）」這句對白更是深受感動，認為寫的正是自己，於是同意接演。
至於譚成一角，吳宇森和徐克等人都認為這個角色是非一般反派，善於隱藏於都市繁華之中，而非年邁且引人注目的「老江湖」。李子雄畢業於無綫電視藝員訓練班，後來在徐克穿針引線下認識了吳宇森。吳認為他「樣貌普通、似忠直卻微微帶點邪氣」，加上他當時於郵政局工作，與電影毫無關聯，兩人均認為他是合適人選。這同時是李子雄自訓練班畢業後的首次演出。

### 攝製

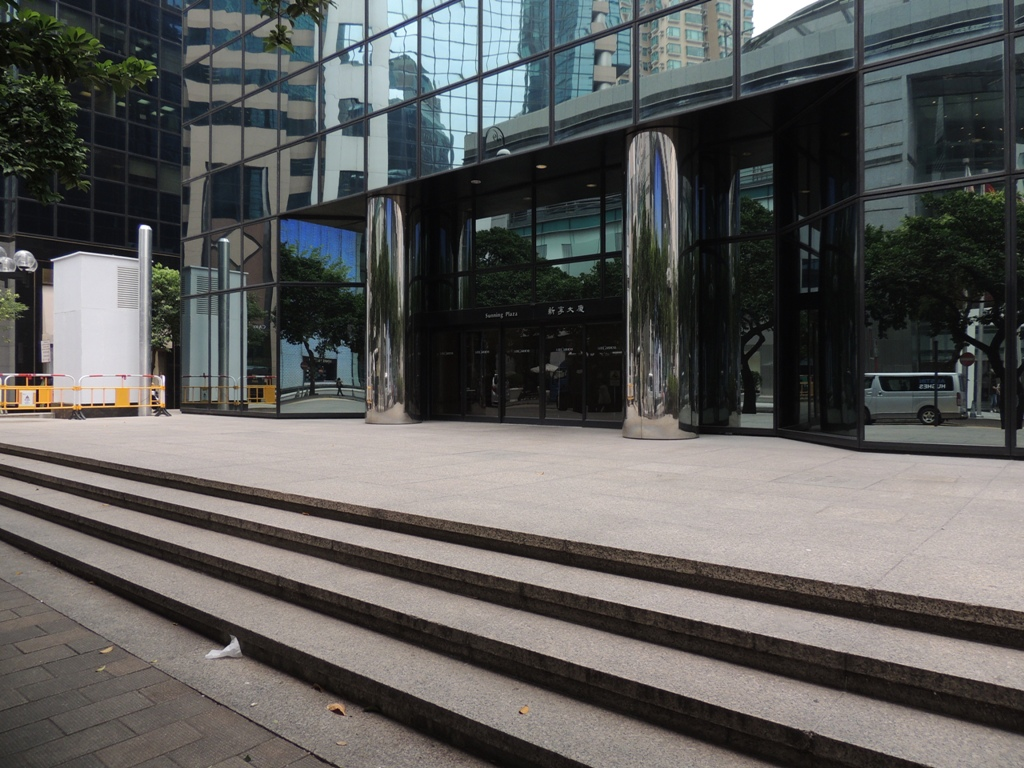
新寧大廈是片中Mark哥與譚成相遇之地，現已拆卸

電影主體拍攝於1986年2月展開，在香港、台灣等地取景，為期45至60日。電影預算為500至1,100萬港元，在當時來說屬於中高成本電影。但是，張國榮加入劇組後曾多次私下詢問吳宇森需不需要借錢。吳宇森在本片故意強調暴力場面，用血、死亡令觀眾驚怕，從而令他們感到黑社會或無形極權勢力的恐怖。另外，吳宇森又在動作設計內加入雙槍、浪漫化處理、歌舞式動作等元素，務求為觀眾帶來新鮮感。拍攝手法方面，吳宇森指他主要使用「美式拍法」，片中大多場面的交替鏡頭都是依照荷里活方式設計而成，槍戰場面則利用山姆·畢京柏的慢動作切出鏡頭。電影的動作風格也有參考《公僕》、《省港旗兵》以及楚原作品的凌空槍擊橋段。電影拍攝期間曾遇上多方面困難，包括天氣不佳、演員檔期不合等。劇中著名場景「楓林閣」取材自台中某間酒家，走廊則參考西門町實景的曲位。由於實景槍戰聲量過大，很難找人出借，美術指導雷志良等人只好在香港搭建。資金缺乏導致劇組無法購買物料，幸得正拍攝《衛斯理傳奇》的奚仲文幫忙，借出部分建築材料。吳宇森指自己打算設計出香港電影史上最經典的槍戰場面，為此他花了三星期來思考和設計該幕。而在拍攝這幕時，吳宇森更利用了大量「張徹式」慢鏡。
飾演李馬克的周潤發原本只給予電影公司十多日拍攝期，但期間他意識到電影氣氛和感覺均不俗，斷定此片有機會爆紅，於是向吳宇森提出不計較片酬和日數。吳宇森得悉後不斷修改劇本，增加周潤發的戲份，最終由配角拍成了第三男主角。在劇本中，李馬克妻子阿瓊由薛芷倫飾演，當時亦已拍攝了數場有關她的戲份，但礙於片長關係最終在成片中被刪去。同樣被刪走的還有張國榮和朱寶意的激情床戲。另外，吳宇森希望透過台灣警長的視角來展示牽涉道德的事情並非總是黑白分明，但由於演員表現達不到他心中所想，最後他唯有親身上陣。針對電影結局，吳宇森曾經考慮兩個版本：一是由宋子豪處決譚成，另一則是由身為警察的宋子杰擊斃譚成。狄龍和張國榮均有提供意見。狄龍認為所有事皆因自己而起，因此由自己出手是實屬正常。張國榮起初希望自己在這幕有所表現，但他後來認為身為執法者不能知法犯法濫用私刑，因此放棄最初的堅持。劇組在昂船洲拍攝結局，當中有大量槍戰和爆炸場面；由於該地鄰近昂船洲海軍基地，不少市民以為是軍營爆炸而報警求助。

### 配樂
電影配樂由胡大為創作，音樂作曲則由顧嘉煇負責。作家肯尼斯·E·霍爾（Kenneth E. Hall）認為即使吳宇森執導的電影配樂質素參差不齊，但觀眾也會記住電影中的標誌性歌曲。本片配樂多以口琴奏出，旋律幽怨、哀傷、溫馨、近乎質樸，並隨著電影推進逐漸增加辛酸感。電影主題曲當年情由顧嘉煇作曲編曲，黃霑填詞，張國榮演唱。樂評人李勇認為此曲歌頌了江湖間的兄弟情義，游威則認為此曲跳出顧嘉煇一貫的小調格式，電影感十足。詞評人楊熙則認為此曲雖然是黑幫江湖電影的主題曲，但黃霑仍想寫情歌，於是使用了曖昧含糊的措辭。
至於本片的插曲，即電影中「楓林閣」一幕之背景音樂，則為由陳宏作曲、王秀英填詞、台灣台語女歌手陳小雲演唱的1986年台語流行曲免失志。

## 反響

### 發行
《英雄本色》上映前不被看好。由於吳宇森之前執導的數部電影皆不賣座，因此新藝城對他的一舉一動十分敏感，新藝城老闆之一的石天甚至一度揚言要把電影底片燒掉。發行前夕，新藝城邀請記者參加試映會，電影結束後大批記者鼓掌以示欣賞。首映禮上，電影結束後觀眾掌聲和叫喊聲此起彼落，有份出席的周潤發形容觀眾散發著興奮的氣氛，「這在香港電影中並不常見」。1986年8月2日，電影於香港23家戲院上映。影評人韋一峰在《電影雙周刊》撰文，指電影排在暑假第三檔期，只得廿多家戲院播放，加上之後還有《刀馬旦》壓陣，認為此片不被新藝城重視。上映當日，吳宇森偕同狄龍、周潤發、李子雄、朱寶意等演員為該片宣傳，招待影迷乘搭直昇機環遊香港。同月8日，狄龍等演員前往台灣宣傳本片。
然而，在約兩個月的播映期內，電影意外地獲得3,400多萬港元票房，位居1986年電影首位。首周電影收入達1,100萬港元，打破香港最高票房保持者《福星高照》（1985年）同期1,000多萬的紀錄。電影在第四周收獲近五百萬港元；而在第五周結束前，電影還有近三百萬港元收入。此時，電影票房已達3,200多萬港元，打破了《福星高照》保持了十八個月的票房冠軍紀錄。由於靠近《刀馬旦》的首映期，因此電影需要讓出原本的院線，轉由另外七家戲院接力放映。電影在第六周仍有110多萬收入。當時香港共有530萬人口，以每張戲票售價20港元來計算，幾乎每三人就有一人入場觀看本片。
電影上映後不久，新藝城影業有限公司便推出了本片的VHS錄影帶。1993年，鉅星錄像發行（香港）有限公司推出本片DVD。2016年，適逢電影上映三十週年，千勣企業有限公司推出本片4K修復版藍光影碟。另外，新藝城影業曾於1987年出版《英雄本色》改編漫畫，由新視覺特技工作室製作。

### 評價
《英雄本色》頗受好評，大多影評人讚揚電影故事和演員演技。扉白在《大公報》撰文，形容電影除了描寫黑社會題材必有內鬨復仇外，還加入江湖情義、友情親情矛盾、正邪交錯等元素，加強加深了整部作品的張力和內涵，使其有別於普通的黑社會題材電影。總結時他提到，電影作為黑社會題材作品，必有很多「火爆」的槍戰場面，但同時導演也增添了不少描述友情、親情、愛情的戲分，兩相配合下「奠定了此片的賣座條件」。《華僑日報》刊登署名釋靈的影評，大讚三位主角的演技各有千秋，在落泊失意時更是更上一層樓。另一方面，他宣稱故事描繪的兄弟情感人，由此帶入朋友情義更是震撼人心，而除了文戲之外，血腥的暴力場面亦帶有一定美感。
石琪在《明報晚報》撰文，大讚本片劇情和演員演技，而且它對人物、情理、動作、畫面的處理以及攝製水平均比同類舊片有顯著進步。在劇情方面，他稱電影集合了友情、親情、出賣等老舊的江湖恩仇元素，但吳宇森拍攝時投入了感情，賦予它血肉和色彩，最終構成強烈的通俗感染力。而在演技方面，他認為三人的演出有一定化學作用，甚至成功地構成風塵三俠：狄龍的演技曾被認為是「宜古不宜今」，但事實證明只要有合適的劇本他仍能在時裝片發揮吸引力；周潤發是整片最「姿整作狀」的角色，但「英雄落難」時也最令觀眾震驚和感動；張國榮雖然經常胡亂對兄長發脾氣，但他對女友並不粗暴，依然得人好感。但是，他認為本片為了迎合觀眾口味而違背情理，加入不少誇張和愚蠢的情景，最後大搞式報仇來賺人熱淚，而犧牲了常理以及「流血不流淚的真正英雄本色」。在總結時，他聲稱此片在控制觀眾情緒上展現出頗佳技巧，花樣甚多，比史特龍的更豐富好看。
影評人傑夫·M·安德森（Jeffrey M. Anderson）讚揚電影劇情，聲稱它透過巨大的過度情緒爆發和歌劇式暴力為觀眾帶來驚喜，又指導演未有在電影中加入汽車追逐戰或大象逃跑等場面來令故事變得更加離譜，而是在其中傾注更多純粹的情感。安德森甚至形容此片是香港的《星球大戰》，震撼票房，打破所有紀錄，並改變了電影的製作方式。《奧斯汀紀事報》刊登馬爾克·薩夫洛夫（Marc Savlov）的影評，指電影既沒有《喋血雙雄》的精細打磨，又缺乏如《喋血街頭》般引人注目或複雜的風格，但它仍能滿足觀眾對於吳宇森的期望。總結時，薩夫洛夫提及電影將萎靡不振的吳宇森推往香港電影的第一線，同時在亞洲電影界樹立了一顆新星，更聲稱任何對香港電影感興趣的人都需要觀看本片。《帝國雜誌》給予電影四顆星（五顆星滿分），指本片核心是描寫狄龍（黑幫大哥）和張國榮（警察）的兄弟關係，卻被周潤發以咬火柴的黑幫分子一角搶盡風頭。另一方面，雜誌又稱本片儘管沒有《喋血雙雄》和《辣手神探》那麼好看，但仍然具備一定衝擊力。作家麗莎·莫頓大讚周潤發在本片中的演技，認為他的深情演出甚至掩蓋了狄龍和張國榮的鋒芒，而他由衣冠楚楚、愛開玩笑的情聖到殘廢、絕望的低下階層的轉變更是本片的推動力。故事方面，她認為狄龍飾演的宋子豪為了「保住面子」而甘願地接受大量辱駡和傷害，導致劇情危險地偏向通俗劇。另外，她又指本片雖然由徐克監製，但與其他同由他監製的作品相比，本片幾乎沒有反映徐的個人特色主題或風格。

### 獎項和提名
| 年份 | 組織                | 獎項         | 獲獎者／獲提名者 | 結果 | 來源          |
| ---- | ------------------- | ------------ | ---------------- | ---- | ------------- |
| 1986 | 第23屆金馬獎        | 最佳劇情片   | 《英雄本色》     | 提名 | [ 69 ] [ 70 ] |
| 1986 | 第23屆金馬獎        | 最佳導演     | 吴宇森           | 獲獎 | [ 69 ] [ 70 ] |
| 1986 | 第23屆金馬獎        | 最佳男主角   | 狄龙             | 獲獎 | [ 69 ] [ 70 ] |
| 1986 | 第23屆金馬獎        | 最佳男主角   | 周润发           | 提名 | [ 69 ] [ 70 ] |
| 1986 | 第23屆金馬獎        | 最佳男配角   | 李子雄           | 提名 | [ 69 ] [ 70 ] |
| 1986 | 第23屆金馬獎        | 最佳攝影     | 黃永恆           | 獲獎 | [ 69 ] [ 70 ] |
| 1986 | 第23屆金馬獎        | 最佳剪輯     | 金馬             | 提名 | [ 69 ] [ 70 ] |
| 1986 | 第23屆金馬獎        | 最佳錄音     | 新藝公司         | 獲獎 | [ 69 ] [ 70 ] |
| 1986 | 第23屆金馬獎        | 最佳原著音樂 | 顧嘉煇           | 提名 | [ 69 ] [ 70 ] |
| 1987 | 第6屆香港電影金像獎 | 最佳電影     | 《英雄本色》     | 獲獎 | [ 69 ] [ 71 ] |
| 1987 | 第6屆香港電影金像獎 | 最佳導演     | 吳宇森           | 提名 | [ 69 ] [ 71 ] |
| 1987 | 第6屆香港電影金像獎 | 最佳男主角   | 狄龍             | 提名 | [ 69 ] [ 71 ] |
| 1987 | 第6屆香港電影金像獎 | 最佳男主角   | 周潤發           | 獲獎 | [ 69 ] [ 71 ] |
| 1987 | 第6屆香港電影金像獎 | 最佳男配角   | 李子雄           | 提名 | [ 69 ] [ 71 ] |
| 1987 | 第6屆香港電影金像獎 | 最佳新人     | 李子雄           | 提名 | [ 69 ] [ 71 ] |
| 1987 | 第6屆香港電影金像獎 | 最佳編劇     | 吳宇森           | 提名 | [ 69 ] [ 71 ] |
| 1987 | 第6屆香港電影金像獎 | 最佳攝影     | 黃永恆           | 提名 | [ 69 ] [ 71 ] |
| 1987 | 第6屆香港電影金像獎 | 最佳剪接     | 金馬             | 提名 | [ 69 ] [ 71 ] |
| 1987 | 第6屆香港電影金像獎 | 最佳美術指導 | 雷志良           | 提名 | [ 69 ] [ 71 ] |
| 1987 | 第6屆香港電影金像獎 | 最佳電影配樂 | 顧嘉煇           | 提名 | [ 69 ] [ 71 ] |
| 1987 | 第6屆香港電影金像獎 | 十大華語片   | 《英雄本色》     | 獲獎 | [ 69 ] [ 71 ] |

## 主題分析
作家麗莎·莫頓指《英雄本色》與1972年美國電影《教父》同樣是對黑幫神話的解構。莫頓認為這兩部電影都把黑幫視為本質上的商業組織，黑幫份子則是商人。但是，兩者最不同的地方在於敘事風格，本片在遵守黑幫電影的規則同時也企圖徹底摧毀它們。作家肯尼斯·E·霍爾也稱本片在某程度上可以被解讀為後教父模式下的直接黑幫作品，即是將三合會生活戲劇化、浪漫化，以及存在「好」老闆以及忠心和叛逆的「兒子們」。本片甚至可被視為騎士文學的後期作品，只不過騎士被黑幫份子和警察取代，兩者在正義必須獲勝的戰爭中處於對立面。
霍爾認為本片專注於家庭和個人關係，並強調儒家忠誠和服務的階級制度。他聲稱吳宇森在本片建立了平衡的家庭「鏡像集」，一面是基於偽裝成背叛的忠誠，一面則是基於偽裝成忠誠的背叛。針對這種平衡，吳宇森加入了李馬克一角，作為解決表象與真理之間衝突的焦點。當李馬克單人匹馬前往台灣為宋子豪報仇時，好壞家庭之間的道德僵局被打破，兩者動態因而改變，同時促使宋子傑的成長。同時，吳宇森也利用了父親的角色來強調黑道教父與下屬之間的機會主義剝削，以及原生家庭父親擔心子女而於心不安的處境。影評人馮若芷稱本片存在兩個對立的社會，一種是浪漫的個人英雄社會，另一種是無分彼此上下的社會。所有英雄片都一直強調封閉的英雄社會，片中主角毫無選擇餘地，無法擺脫成為英雄去幹一番大事的命運。然而，本片企圖打破純浪漫的英雄主義，在塑造英雄社會之餘，同時創造了該社會以外的生活方式，即是由大時代中的小人物擔任主角的布萊希特式社會。
宋子豪和譚成前往台灣與當地黑幫份子交易，卻被譚成出賣。霍爾認為吳宇森選擇這個地點，而非香港、澳門、日本等地，某程度上與他當年被新藝城「背叛」和「囚禁」於台灣的經歷有關。另一方面，霍爾又表示如果把宋子豪一角視為吳宇森的分身，那麼台灣警長就會成為作家卡爾·弗朗西斯·開普勒（Carl Francis Keppler）口中的「第二自我」，扮演著精神審查員的角色。劇中台灣警長告誡宋子豪不要再度被囚，彷彿是吳宇森寄語自己離開台灣後就不要再次回去。

## 影響

### 行業影響
1970年代中期至1980年代香港電影現代化以後，喜劇及動作片這兩類型一直穩佔市場地位。然而，《英雄本色》推出後大放異采，催生了大量警察片與黑幫槍戰片，例如王家衛的《旺角卡門》（1988年）、杜琪峯的《城市特警》（1988年）、張同祖的《再戰江湖》（1990年）等。另一方面，不少電影製作人亦試圖複製本片帶來的票房現象，當中林嶺東的《龍虎風雲》（1987年）便是其一成功例子。石琪指電影市場的最高票房紀錄在十多年間一直被詼諧動作片壟斷，至今才被悲情動作片擊倒，反映觀眾口味已經轉變。他也聲稱，本片再度重振文武生在電影市場的地位，衝破丑生和武生稱霸多年的局面。電影理論家戴維·博德韋爾表示，犯罪片在1980年代中期成為香港主流的動作類型電影，很大程度上是本片賣座成功使然。《帝國雜誌》亦宣稱本片把香港電影從雙節棍引領至槍支和炫酷風衣的時代，同時開啟了吳宇森和周潤發的職業生涯。
本片取得空前成功後，吳宇森打算製作另一部同類型電影。吳宇森本來為本片寫了前傳，詳細描述李馬克在越南和香港的生活，但後來被徐克說服執導續集，劇本改以新藝城老闆石天飾演的龍四為核心。續集《英雄本色II》於1987年上映。然而，《英雄本色II》對吳宇森來說是藝術上的失敗，加上得知徐克有意自監自導第三作，他因而萌生退意。系列第三集《英雄本色III夕陽之歌》於1989年上映。吳宇森離開新藝城後後自立門戶，並以原屬本片前傳的劇本拍成《喋血街頭》。
隨著電影成功，周潤發的人氣也更上一層樓，片約由以往的每年兩部增至每年十部。在1986至1989年間，周潤發便出演了三十多部電影，不少更打入票房榜前十，估計合共收獲3.17億港元票房，數字遠超著名動作影星成龍兩倍，徹底洗脫「票房毒藥」的污名。另一方面，憑藉武俠電影而成名的狄龍在邵氏電影王國分崩離析之際變得毫無用武之地；然而，《英雄本色》卻為其漸趨平淡的演戲生涯再掀高潮，他東山再起的消息亦震撼了整個影壇，此片同時成功地為他轉換銀幕形象，擺脫昔日的「大俠」身影。

### 文化影響
本片上映後，觀眾對於當中黑幫兄弟之間崇高的忠誠和榮譽感到震驚，甚至令戲中部分用詞成為香港俚語。例如，不少人在問候他人或向其開玩笑時會暱稱其為「哥」（即片中李馬克的尊稱）。此外，年輕男性觀眾對於片中李馬克的瀟灑印象深刻，故開始模仿角色的穿著配搭，穿上黑色大衣，佩戴太陽眼鏡。這個潮流還使某一品牌的太陽眼鏡在數週內火速售罄。作家凱倫·方（Karen Fang）認為，電影為觀眾提供迷人且明確的現代城市人身份，而它與以往的武打電影不同，觀眾很容易便能透過消費者模仿來獲得。
在1998年以前，韓國政府基於多種因素而實施嚴格的進口電影配額制度，變相促成港產電影填補市場空缺，吸引了大量韓國忠實觀眾。《英雄本色》於1987年在韓國首映，並在2008年和2016年重映，至今仍是韓國最賣座的香港電影。同時，電影令狄龙，周潤發和張國榮在韓國的知名度大幅上升，片中的暴力美學和黑幫元素催生了當地無數的黑幫片，主題曲更成了當年家傳戶曉的外語歌。
不少戲劇作品也借用本作的場景和對白作戲仿。在1987年王晶執導的喜劇《精裝追女仔》中，堅記車房便影射本作的聯合的士公司，同時它亦有不少橋段借用原作（例如堅叔收留豪哥一幕）。1993年同由王晶執導的《追男仔》則戲仿本作「血洗楓林閣」一幕，但把原本的酒家設定改為妓院。而在1996年周星馳和李力持共同執導的《食神》中，主角史提芬周「奪回失去的東西」的渴望直接呼應了本作李馬克的台詞。在2018年電影《無雙》中，周潤發的雙槍造型直接致敬本作，片尾對白則與本作互相呼應。2019年韓國電影《雞不可失》則在結尾時插播《英雄本色》的音樂《當年情》，藉以向本片致敬。2022年香港電視娛樂製作的劇集《IT狗》也有重演本片宋子豪在停車場重遇李馬克的一幕。另外，不少海外製片商曾經重拍本作，其中包括1994年印度電影《感情的火焰》、2010年韓國電影《英雄本色：無敵者》、2018年中國電影《英雄本色2018》。日本也有劇團於2024年推出改編自本片的音樂劇。
「我沒有當大哥已經很久了」是片中的經典對白，出自飾演宋子豪的狄龍；在2018年劇集《特技人》中，狄龍之子、演員譚俊彥在戲中重現了這句對白。

### 時間考驗
不少媒體將《英雄本色》評為經典電影。聯合新聞網旗下的《鳴人堂》刊登影評人陳煒智的回顧文章，他指這套經典的英雄熱血電影在當年引起極大迴響，雖然三十年後重溫時發現破綻處處，但整體實在扣人心弦。電影神搜發布署名「人文電影的追尋」的回顧影評，他宣稱《英雄本色》是套經典電影，地位無可撼動，甚至以其他電影的引用來佐證此片「影響力之久遠乃是超越時間和國界」。李卓倫在《大公報》發文，指片中的槍戰場面除了成為香港電影史上的經典場面，還啟發了不少外國導演，時至今日不少荷里活電影的槍戰場面仍留有《英雄本色》的痕跡。雜誌《視覺崇拜》（Visual Cult）評選最佳香港動作片，《英雄本色》獲評為第3位，文中稱它很大程度上促成英雄血腥片的誕生，是部必看電影。2005年，本片獲香港電影金像獎協會選入最佳華語電影一百部名單。2011年，臺北金馬影展執行委員會主辦影史百大華語電影選舉，本片位列第17位。同年，本片獲香港電影資料館選為百部不可不看的香港電影。2022年，《Time Out》雜誌評選「百大香港電影」，本片名列第3位。評論匯總網站爛番茄共收集本片14篇評論，「新鮮度」為93%，平均評分7.3（最高10分），觀眾評價則獲得89%的分數。Metacritic根據七篇評論打出平均分78（最高100），代表「普遍好評」。